# NOFV-Oberliga
La NOFV-Oberliga è una divisione del calcio tedesco. Dopo la caduta del muro di Berlino è subentrata alla DDR-Oberliga, ed attualmente funge da girone di quinta serie per le squadre degli ex territori della Germania Est (Berlino ovest inclusa).
NOFV è l'acronimo di Nordostdeutsche Fußballverband (Federazione calcistica del Nord-est della Germania), un'associazione regionale subordinata alla DFB.
Molte squadre che hanno giocato nella DDR-Oberliga attualmente giocano nella NOFV-Oberliga, anche se molte di loro hanno cambiato nome dopo la riunificazione delle due nazioni.

## La stagione 1990/1991
La NOFV-Oberliga è nata dopo l'ingresso della Deutscher Fußball-Verband (la federcalcio della Germania Est) nella DFB. Ha assunto la funzione di serie di massima divisione della Germania Est solo per questa stagione (prima infatti la massima serie era chiamata DDR-Oberliga).
L'Hansa Rostock ha conquistato il titolo e la Dinamo Dresda si è classificata al secondo posto. Entrambe si sono guadagnate l'accesso alla Bundesliga 1992.
Le squadre seguenti si sono qualificate alla Zweite Bundesliga 1992:
- Rot-Weiss Erfurt (terzo posto)
- Hallesche FC Chemie (quarto posto)
- Chemnitzer FC (quinto posto)
- Carl Zeiss Jena (sesto posto)

Queste squadre si sono qualificate ai play-off per andare in Zweite Bundesliga:
- Lokomotive Lipsia (settimo posto)
- BSV Stahl Brandenburg (ottavo posto)

Le altre squadre sono restate in NOFV-Oberliga che, a partire dall'anno seguente, è diventata la terza serie del calcio tedesco.

## Dalla stagione 1991/1992 alla stagione 1993/1994
Durante queste tre stagioni la NOFV-Oberliga era parte del terzo livello del calcio tedesco. A quel tempo era divisa in tre gironi (Nord, Centro e Sud) e in totale erano presenti dieci Oberligen. Alla fine della stagione i club campioni dei rispettivi campionati andavano ai play-off promozione ed i vincitori di questi play-off venivano promossi in Zweite Bundesliga. Le ultime due squadre di ogni Oberliga retrocedevano nelle Landesligen.
Qui si seguito sono elencati i campioni dei gironi della NOFV-Oberliga.
| Stagione           | Nord                              | Mitte         | Süd                    |
| ------------------ | --------------------------------- | ------------- | ---------------------- |
| Squadre vincitrici |                                   |               |                        |
| 1991-1992          | FC Berlino                        | Union Berlino | FSV Zwickau            |
| 1992-1993          | Tennis Borussia Berlin (promosso) | Union Berlino | FC Sachsen Leipzig     |
| 1993-1994          | BSV Brandenburg                   | Union Berlino | FSV Zwickau (promosso) |

## Dalla stagione 1994/95 ad oggi
Con l'introduzione della Regionalliga, l'Oberliga è relegata a quarta serie del campionato tedesco e il numero di gironi della NOFV-Oberliga è sceso da tre a due. I campioni di entrambi i gironi erano promossi in Regionalliga finché, alla fine della stagione 1998/1999, anche i gironi della terza non sono stati ridotti da quattro a due.
Nella stagione 1998/1999 non ci sono state promozioni in Regionalliga ma sono solo retrocessioni dalla Regionalliga all'Oberliga.
A partire dalla stagione 1999/2000 le due squadre vincitrici delle due divisioni della NOFV-Oberliga si sono scontrate in un play-off andata e ritorno poiché era previsto solo un posto per la promozione. Questa regola però è stata abbandonata a partire dalla stagione 2005/2006; pertanto entrambe le due squadre che si classificano ai primi posti dei loro rispettivi vengono immediatamente promosse in Regionalliga senza alcuno play-off.

## Club promossi in Regionalliga dalla stagione 1994/1995
- 1994/1995	FSV Velten (divisione Nord) e Wacker Nordhausen (divisione Sud)
- 1995/1996	SC Charlottenburg (divisione Nord) e VFC Plauen (divisione Sud)
- 1996/1997	SV Babelsberg 03 (divisione Nord) e 1. FC Magdeburgo (divisione Sud)
- 1997/1998	SD Croatia Berlino (divisione Nord) e Dresdner SC (divisione Sud)
- 1998/1999	Hertha BSC Berlino II (divisione Nord) e VfL Halle 96 (divisione Sud)
- 1999/2000	Nessuna promozione a causa della riforma della Regionalliga
- 2000/2001	1. FC Magdeburgo (divisione Sud)
- 2001/2002	Dinamo Dresda (divisione Sud)
- 2002/2003	FC Sachsen Leipzig (divisione Sud)
- 2003/2004	Hertha BSC Berlin II (divisione Nord)
- 2004/2005	FC Carl Zeiss Jena (divisione Sud)
- 2005/2006     1. FC Union Berlino (divisione Nord) e 1. FC Magdeburgo (divisione Sud)
- 2006/2007	SV Babelsberg 03 (divisione Nord) e Energie Cottbus II (divisione Sud)
- 2007/2008	Hertha BSC Berlin II, Hansa Rostock II, Türkiyemspor Berlino (divisione Nord) e Hallescher, Chemnitz, VFC Plauen, FC Sachsen Leipzig (divisione Sud)
- 2008/2009	TeBe Berlino (divisione Nord) e Meuselwitz (divisione Sud)